# Brésil (balão esférico)
Brésil foi o primeiro balão esférico desenvolvido por Alberto Santos Dumont, onde, aos 25 anos, apresentou diversas inovações na área da aeronáutica e realizou mais de 200 voos.

## História

### Origem

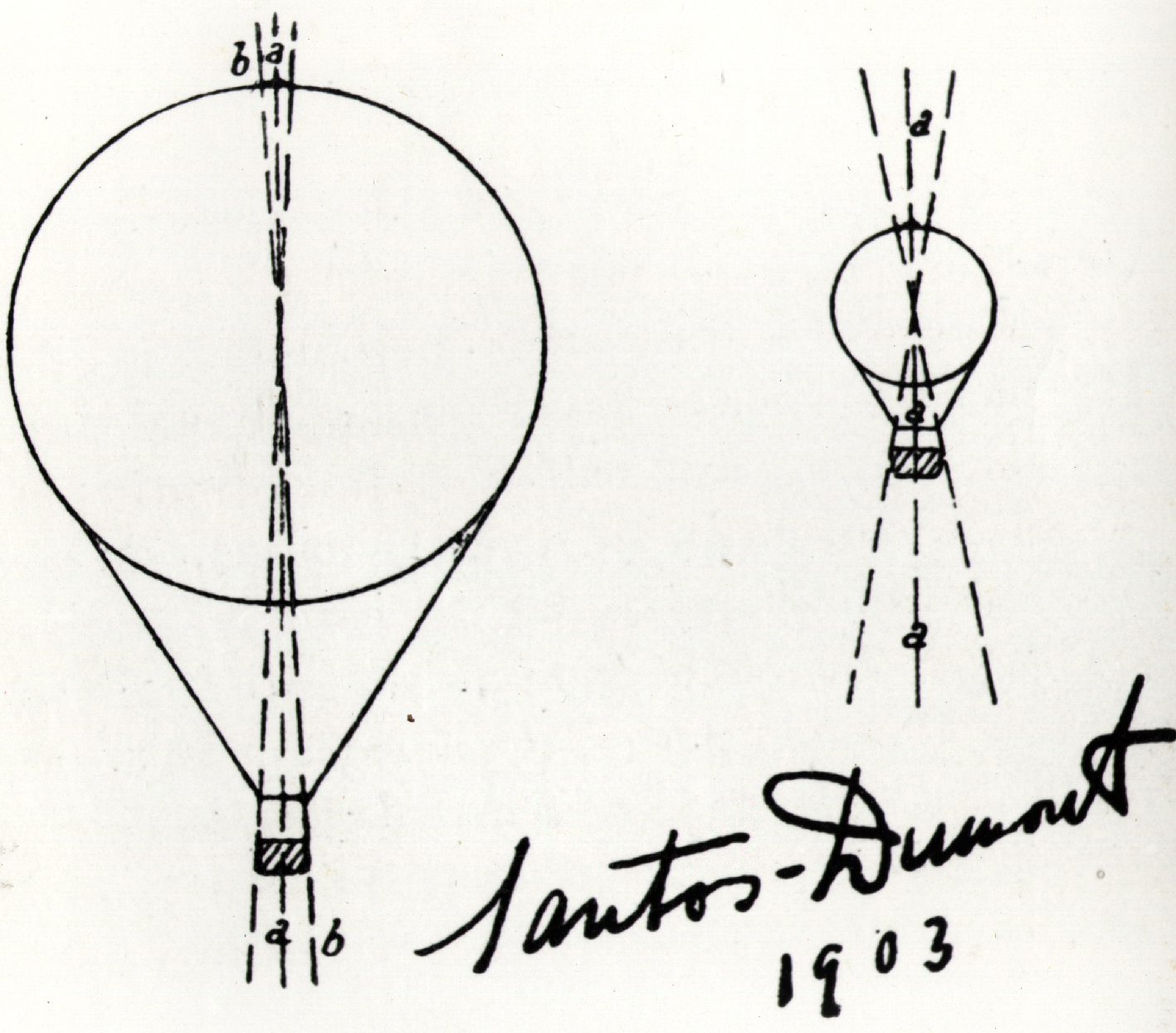
Esquema do balão, por Alberto Santos Dumont.

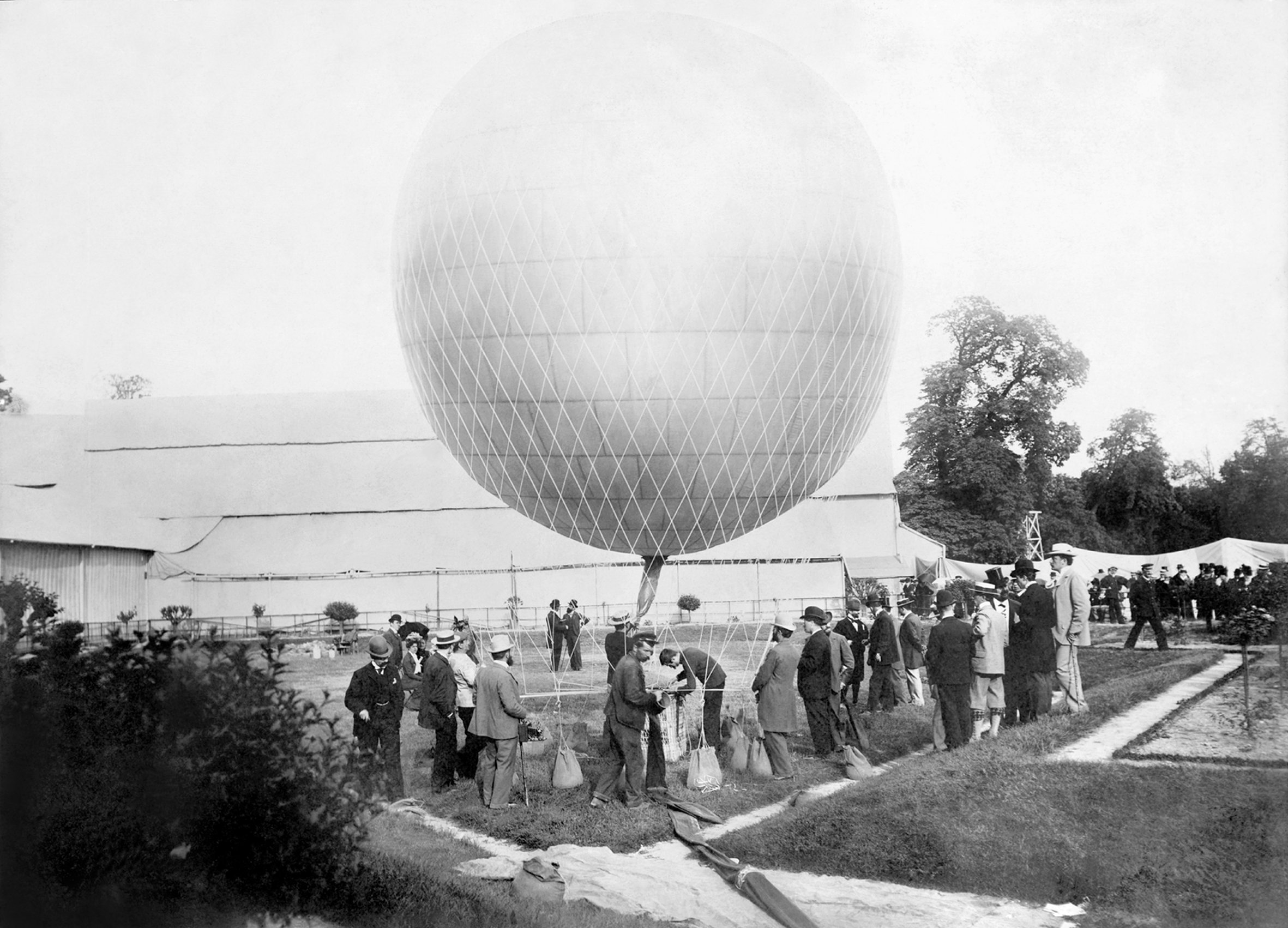
O balão ainda em solo, antes de sua primeira ascensão.

Após sete anos vivendo em Paris e já tendo realizado diversas ascensões em outros balões, Santos Dumont resolveu desenvolver uma aeronave própria para ganhar experiência, pois seria economicamente mais viável em comparação com alugar balões de outros construtores. Com isto, aos 25 anos, ele encomendou ao construtor Henri Lachambre, da firma Lachambre & Machuron o que ele visou ser o menor balão livre já construído, com uma câmara de 113 m3 de hidrogênio, 6 metros de diâmetro e um peso total de 27,5 kg.
Antes de voar no Brésil, a equipe de Henri Lachambre deixou que Santos Dumont realizasse ascensões tanto na França e na Bélgica como forma de ir adquirindo experiência. De acordo com Godin da Fonseca, Santos Dumont teria sido influenciado a construir seu primeiro balão ao acompanhar a corrida de automóveis Paris-Amsterdam em 1897.

### Desenvolvimento
Uma das principais inovações de Santos Dumont nesta aeronave foi o uso da seda japonesa no invólucro: a seda japonesa, apesar de possuir 70% da resistência por unidade de área da seda chinesa, ainda assim tinha uma resistência 70% maior que a necessária. Porém, os demais balonistas temiam que a delicadeza do material causasse rasgos em voo e Santos Dumont só passou a confiar no material após diversos testes em laboratório. Para manter a estabilidade, Santos Dumont empregou um maior comprimento de corda, como mostrado no esquema acima, onde a primeira figura representa um balão tradicional e a segunda representa o Brésil.
Tudo envolvido foi diminuído ao máximo possível, mesmo com a inexistência de experiência com um balão tão diminuto. Porém, Santos Dumont teve de estudar tudo o que já havia sido realizado até o momento para ter confiança no projeto. A rede da câmara foi reduzida para meros 2 kg, enquanto a nacele foi reduzida de 20 para 6 kg. Em vez de uma âncora, utilizou-se de um pequeno arpão de três quilos. Seus críticos diziam que o balão não teria estabilidade, nem sucesso.

### Uso e legado
Seu primeiro voo ocorreu em 4 de julho de 1898, no Jardin d´Acclimatation. Santos Dumont descreveu que o balão "...O Brasil era muito manobrável no ar e muito ágil." e que não estaria errado dizer que ele o carregava em sua maleta. O aeronauta também descreveu que o balão era "...lindo na sua transparência, como uma grande bola de sabão".
Seu uso em mais de 200 voos tornou Santos Dumont um dos melhores aeronautas da França e proporcionou-lhe a devida experiência de voo que resultou no desenvolvimento de outros balões e dos seus dirigíveis, além de ter atraído atenção de outros inventores e da imprensa europeia. O desempenho de seus dois primeiros modelos, Brésil e Amérique, impressionou balonistas experientes. Seu primeiro dirigível, o Nº1, teve seu primeiro teste realizado no dia 18 de setembro de 1898, três meses e meio após o primeiro voo do Brésil.
Dias 2006 descreveu que devido às inovações realizadas ao desenvolver um balão de tamanho e custo reduzido, Santos Dumont "...teria dado uma grande contribuição à aeronáutica." mesmo se só houvesse realizado o Brésil.